# Porzay
 (mars 2011).
Le Porzay est un pays de Cornouaille, en Bretagne. Constitué au bas Moyen Âge en doyenné, il s'étend sur les actuelles communes finistériennes de Ploéven, Plomodiern, Saint-Nic, Locronan, Quéménéven, Cast, Plonévez-Porzay et Kerlaz, soit, en 2012, 9 616 habitants.

## Géographie
Le Porzay est une plaine située au fond de la baie de Douarnenez. Il est délimité au nord par la crête que dessinent le Menez Hom, la montagne Saint-Gildas et le Menez Kelc'h, à l'est par la rivière du Steïr, au sud par le bois du Duc, la montagne de Locronan, la rivière du Ris et le bois de Nevet.
Il relie deux des principales péninsules du Finistère, la presqu'île de Crozon, au nord-ouest, et l'ancien doyenné du Cap, au sud-ouest. Il jouxte au sud-est le Kemenet Even, qui le sépare du pays du cap Caval, et, au nord-est, la vicomté puis sénéchaussée d'« en Fou ».

## Histoire

### Antiquité
Durant la Pax Romana qui suit la convention de Narbonne de -27, la cité stipendiaire des Osismes, instaurée en -37, quatorze ans après la défaite de roi Dumnacos et la soumission définitive de l'Armorique, récupère le droit de briquetage confisqué à la puissante cité voisine des Vénètes.
À partir du début du Ier siècle, le sel produit est utilisé sur place à la transformation du poisson, principalement la sardine, en garum. Le futur Porzay devient un des deux centres développés ad hoc, l'autre pôle étant le futur Trégor. Une colonie de riches sauniers, au service des approvisionnements des légions stationnées sur les limes, développe le long de la côte de la baie de Douarnenez une industrie de salaisons. Le procédé employé est celui des ateliers qui ont prospéré sur les côtes atlantiques de l'Hispanie sur le modèle inventé à Carteia, qui est un relai méditerranéen entre Cassitérides et Phénicie de l'antique trafic tartessien puis carthaginois. Entre le Pouldavid et le Lapic, est construite une usine tous les cinq cents mètres. La principale se trouve au-delà du Porzay, à Plomac'h, actuel faubourg oriental de Douarnenez, et compte vingt deux cuves, dont une de sept cent cinquante mètres cubes. Le dispositif se prolonge sur les rives de Crozon et du Cap Sizun.
Bouleversé par l'instauration en 258 de l'Empire des Gaules, qui suit une double décennie de déclin lié à la peste et au piratage, cet ilot de vie coloniale d'une qualité exceptionnelle dans un cadre quasi méditerranéen périclite complètement et définitivement en 276 avec la reconquête conduite par Aurélien et ses multiples successeurs, les crises du régime tétrarchique, le sécessionnisme de la Bretagne insulaire, et les insurrections des bagaudes, qui se répéteront durant près de deux siècles.

### Moyen Âge et Temps modernes
Légendes et hagiographies attachent au Porzay le souvenir des rois de Cornouaille du temps d'Ys et du Poher du temps de la princesse Ahès. Elles y situent l'ermitage du Saint Corentin, avant qu'il ne devienne le premier évêque de Cornouaille, et y fixent le culte de saint Ronan. Celui de « Santez Anna Gollet » y aurait été établi par Saint Guénolé.
Le Porzay formait au haut Moyen Âge le pagus Porzoed (cité sous ce nom dans le cartulaire de Redon), un pays historique, c'était un pagus ; c'est-à-dire une subdivision administrative de la Cornouaille. Even, comte de Léon posséda, ainsi que ses successeurs, le pays de Portzai [Porzay] (jadis Portzold). « Ce pays contenait les paroisses de Saint-Nic, Plomodiern, Ploeven, Plounévez, Quéménéven et portion de Loc-Renan. On croit que la partie sud et la partie est de ce pays furent enlevées aux comtes de Léon par Alain Canhiart vers 1032 » écrivent A. Marteville et P. Varin. Le Porzay forma pendant une partie du Moyen-Âge et des Temps modernes un comté issu d'une juveigneurie du comté de Cornouaille et dont le siège se trouvait au château du Plessis-Quinquis en Plonévez-Porzay (on n'en trouve plus de nos jours aucune trace) ; le comté du Porzay fut vendu vers la fin du XVIIe siècle par la famille de Rosmadec (probablement par Sébastien III de Rosmadec, décédé en 1693 ou par Sébastien IV de Rosmadec, décédé en 1700) et alors démembré.
La paroisse primitive est Ploeven, d'où se sont séparées Locronan et Plomodiern. Le Porzay entre dans les possessions des vicomtes de Rosmadec, descendants du chevalier Rivallon et de la demoiselle Éléonore de Léon qui ont refondé en 1191, une fois mariés, l'abbaye de Landévennec. Intégré dans l'archidiaconé du Poher, il est rattaché à la seigneurie de Kervent en Plonéis puis cédé aux Richelieu. En 1789, la haute justice du comté de Porzay appartenait à M. Du Brieux, seigneur de
Kervent, en Plonéis, qui en avait hérité du chef de sa mère, Marie-Josèphe Du Disquay au début du XVIIe siècle, qui fit construire le manoir de Kerven (lequel était une vaste construction, avec ses bois, ses étangs et sa fontaine monumentale) ; Claude du Disquay (né avant 1600, décédé en 1662) fut président du présidial de Quimper ; au XVIIIe siècle, le mariage de Marie Josèphe du Disquay, « haute et puissante dame châtelaine de Kervent et Plessix [Plessis-Quinquis, en Plonévez-Porzay] » avec Jean Joseph du Brieux, « chevalier seigneur de Tréota » [en Poullan], fit passer cette seigneurie dans la famille du Brieux. 
Saint-Nic reste dans la seigneurie de Rosmadec, dont le siège est un château à cinq tours situé à Telgruc. Le principal manoir de la région est alors le Plessis-Quinquis en Plonévez-Porzay. À la même période, le territoire de Ploéven est séparé entre le bourg lui-même, la seigneurie qu'exerce sur Quéménéven la famille Le Gentil, sieurs de Barvedel installés au Coatsquiriou, et celle qu'exerce sur Cast la famille de Tréouret. Plonevez-Porzay, liée à l'abbaye de Landévennec, se développe indépendamment de Ploeven.

### LeXIXesiècle
Kerlaz, ancienne trève de Plonévez-Porzay, devient paroisse en 1874.

### LeXXesiècleet leXXIesiècle
De nos jours, le Porzay rural persiste au sein de la communauté de communes du Pays de Châteaulin et Porzay, mais est tiraillé par les autres villes qui l'entourent. Kerlaz est en effet rattaché à la communauté de communes de Douarnenez, et Locronan et Quéménéven , à celle de Quimper.

## Étymologie
Orthographié Porthoed en 1242, Porzoez en 1267, dans l'expression latine « pagus Porthoed », « pagus Porzoez », le nom de Porzay est à rapprocher du gallois porthoedd, qui signifie criques, mouillages. Toutefois, l'interprétation étymologique est compliquée par l'existence en breton d'un doublet, porz, qui a également une origine latine et qui signifie cour, au sens métonymique d'un bâtiment princier pourvu d'un porche.
L'orthographe française ancienne, Porzé, correspond à la prononciation bretonne [pɔrze]. L'élision du zed final est propre au dialecte cornouaillais ainsi que la contraction du [oe] en [e].

## Traditions
La guise du Porzay est glazik.